# Franz Büchner
Franz Büchner (Lipcse, Szász Királyság, 1898. január 2. – Lipcse környéke, 1920. március 18.) német vadászpilóta. Az első világháborúban 40 hadi győzelmet aratott.

## Pályafutása
Az első világháború kitörésekor önkéntesként vonult be a Szász Királyság hadseregének 7. König Georg gyalogsági ezredéhez. Ypres-től délre részt vett a harcokban, de 1915 januárjában tífuszban megbetegedett. Májusban kitüntette magát a második artois-i csatában. Egyéves katonai szolgálat után sikeresen levizsgázott Lipcsében, és 17 évesen hadnagyi rangot kapott. A verduni csatában aknaszilánkoktól olyan súlyos sérülést szenvedett, hogy alkalmatlanná vált gyalogsági szolgálatra.

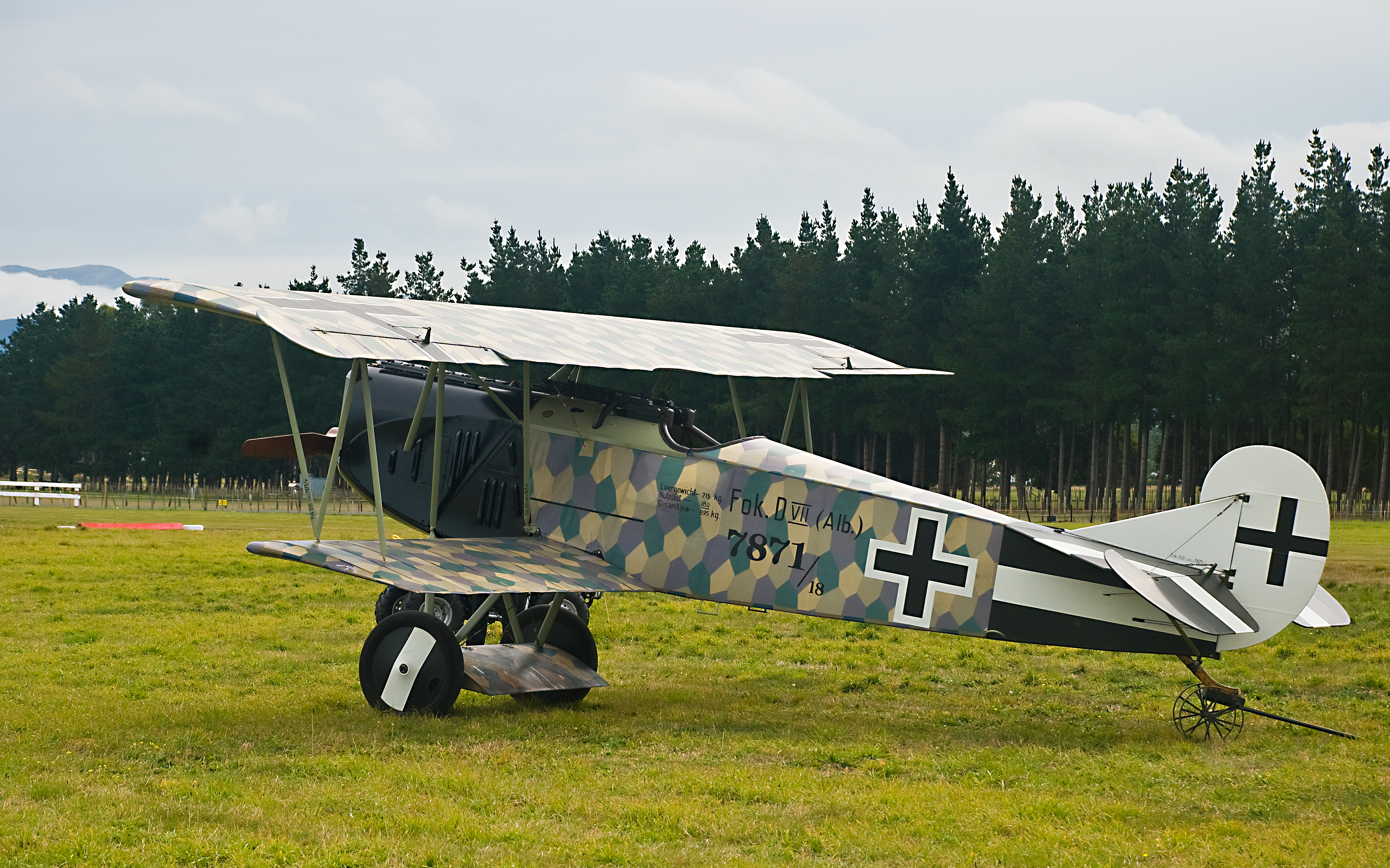
Fokker D.VII

Felépülése után pilótavizsgát tett, először repülőegységgel szállt fel, majd 1917 márciusában a Jasta 9-hez osztották be. Augusztusban aratta első légi győzelmét. Szeptemberben a Jasta 13-hoz került, 1918 júniusában a vadászegység parancsnoka lett. Összesen 40 légi győzelmet aratott, III. Frigyes Ágost szász király személyesen tüntette ki a Pour le Mérite érdemrenddel.
A háború után a hadsereg tagja lett. A Kapp-puccs idején, 1920. március 18-án, amikor repülőgépéről tüzelt a barikádokon harcoló munkásokra, halálos fejlövést kapott és gépe lezuhant.